# George Curzon, 1.º Marquês Curzon de Kedleston
George Nathaniel Curzon, 1.º Marquês Curzon de Kedleston KG, GCSI, GCIE, PC (11 de janeiro de 1859 — 20 de março de 1925) foi um nobre, diplomata, geógrafo político e estadista britânico.
Estudou no Balliol College da Universidade de Oxford, tendo sido, posteriormente, chanceler da mesma universidade.
Foi governador-geral da Índia (1899-1905) e depois secretário de estado no Foreign and Commonwealth Office, cargo equivalente ao de ministro dos negócios estrangeiros. Foi também líder do Partido Conservador britânico e cavaleiro da Ordem da Jarreteira. Deteve numerosos cargos políticos e acadêmicos, tendo escrito numerosas obras sobre geopolítica. Foi dado seu nome à linha Curzon, proposta linha de armistício de 1920 entre a Polónia e a República Soviética Russa.
Lord Curzon foi presidente da Real Sociedade Geográfica do Reino Unido.
Casou-se duas vezes, causando escândalo o seu namoro com a famosa escritora britânica Elinor Glyn. Tendo comprado e restaurado na íntegra o Castelo de Bodiam, em East Sussex, Inglaterra.